# Voie rapide Manille-Cavite
 (octobre 2021).
La voie rapide Manille-Cavite ou CAVITEX, est une route à péage des Philippines. Elle est numérotée E3 dans le réseau de voies rapides des Philippines ou R1 dans le réseau des artères urbaines du Grand Manille. Elle se compose de ponts et de chaussées édifiés le long du littoral de la baie de Manille, au sud de la plus grande ville du pays, et permet de la relier à la province de Cavite.